# The Rascals (brittisk musikgrupp)
The Rascals var ett brittiskt indierockband bestående av Miles Kane (gitarr och sång), Joe Edwards (basgitarr) och Greg Mighall (trummor). 
De tre spelade tidigare i bandet The Little Flames och turnerade med band som The Coral, The Zutons och Arctic Monkeys. Efter att ha turnerat med Arctic Monkeys blev de inspirerade till att starta ett eget band, och i september 2006 började de skriva låtar.
Sångaren, Miles Kane, är även känd som sångare tillsammans med Alex Turner, från Arctic Monkeys, i deras sidprojekt The Last Shadow Puppets.

## Diskografi
Album
- 2008 – Rascalize

EPs
- 2007 – Out of Dreams
- 2008 – Suspicious Wit

Singlar
- 2007 – "Out of Dreams"
- 2008 – "Suspicious Wit"
- 2008 – "Freakbeat Phantom"
- 2008 – "I'll Give You Sympathy"